# Decentralized identifiers

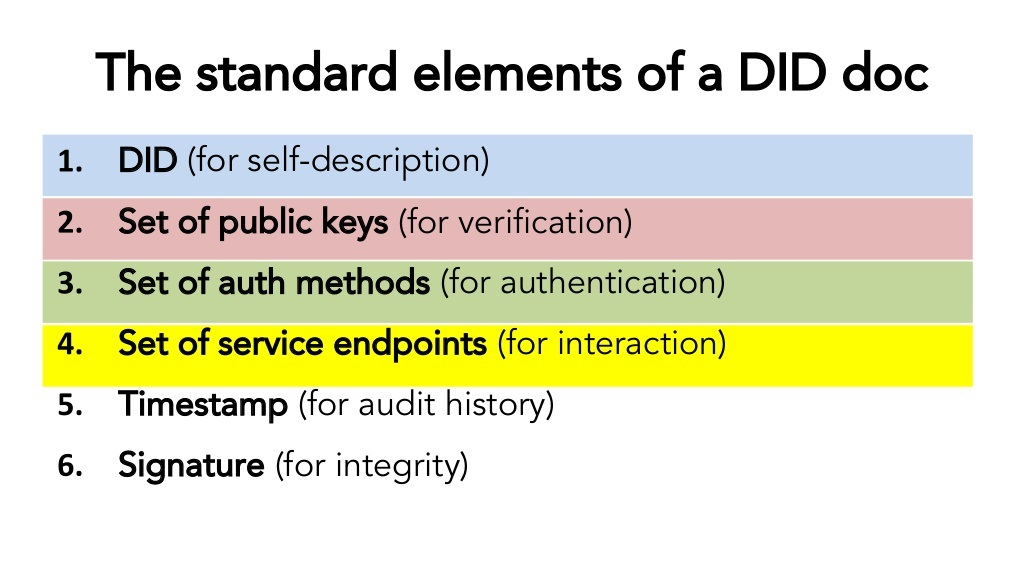
De standaard elementen van een DID doc

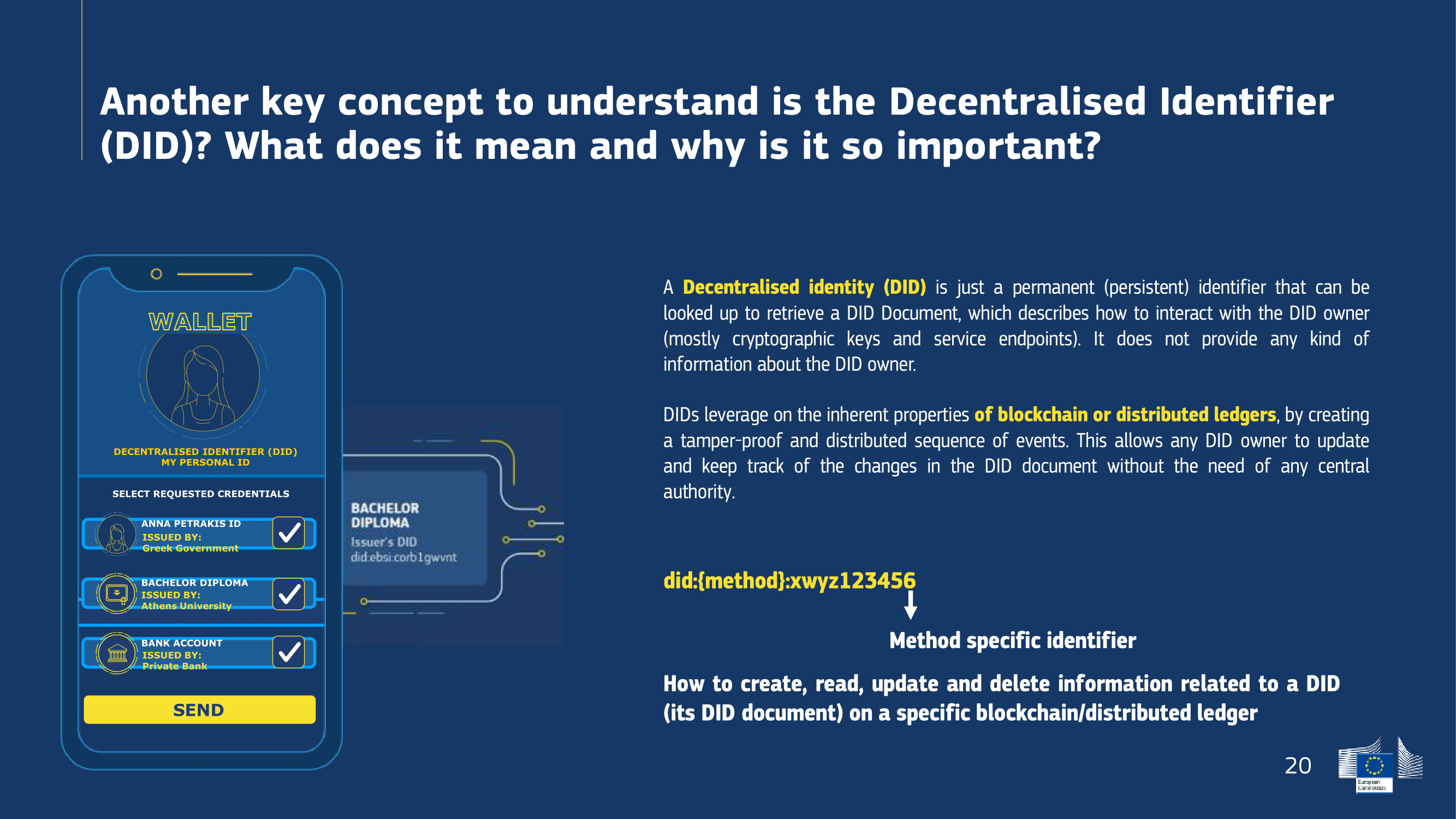
DID uitleg

Decentralized identifiers (DIDs) maakt het verifieren van een decentrale digitale identiteiten mogelijk. Deze decentrale identificatoren kunnen gebruikt worden bij self-sovereign identity. Vaak wordt er op de achtergrond gebruik gemaakt van blockchain en publieke sleutel cryptografie. De W3C heeft deze standaard ontwikkeld.
DIDs zijn ontworpen om bruikbaar te zijn tussen verschillende type systemen en om gebruikers de controle te geven over hun eigen identiteit.